# 文化觀光

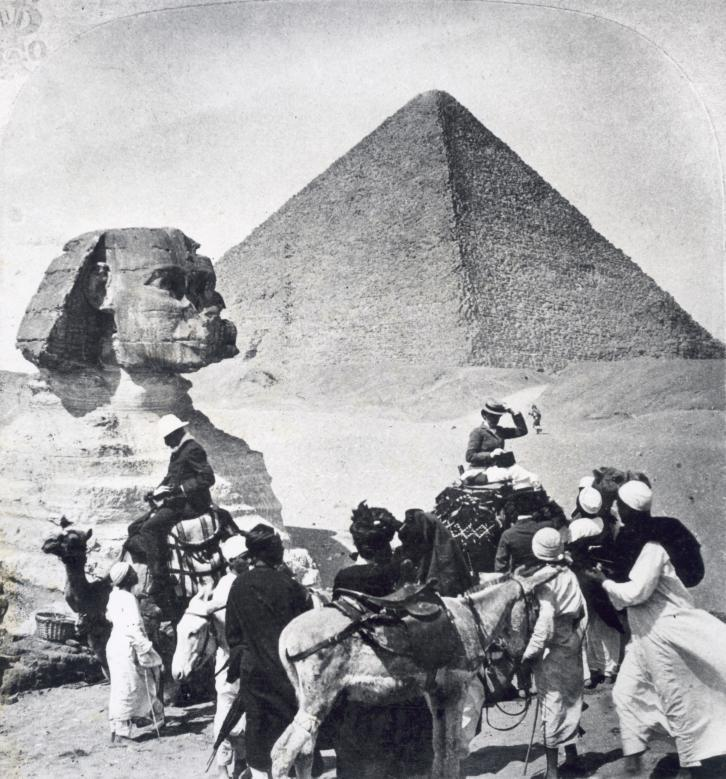
19世紀埃及的文化觀光。

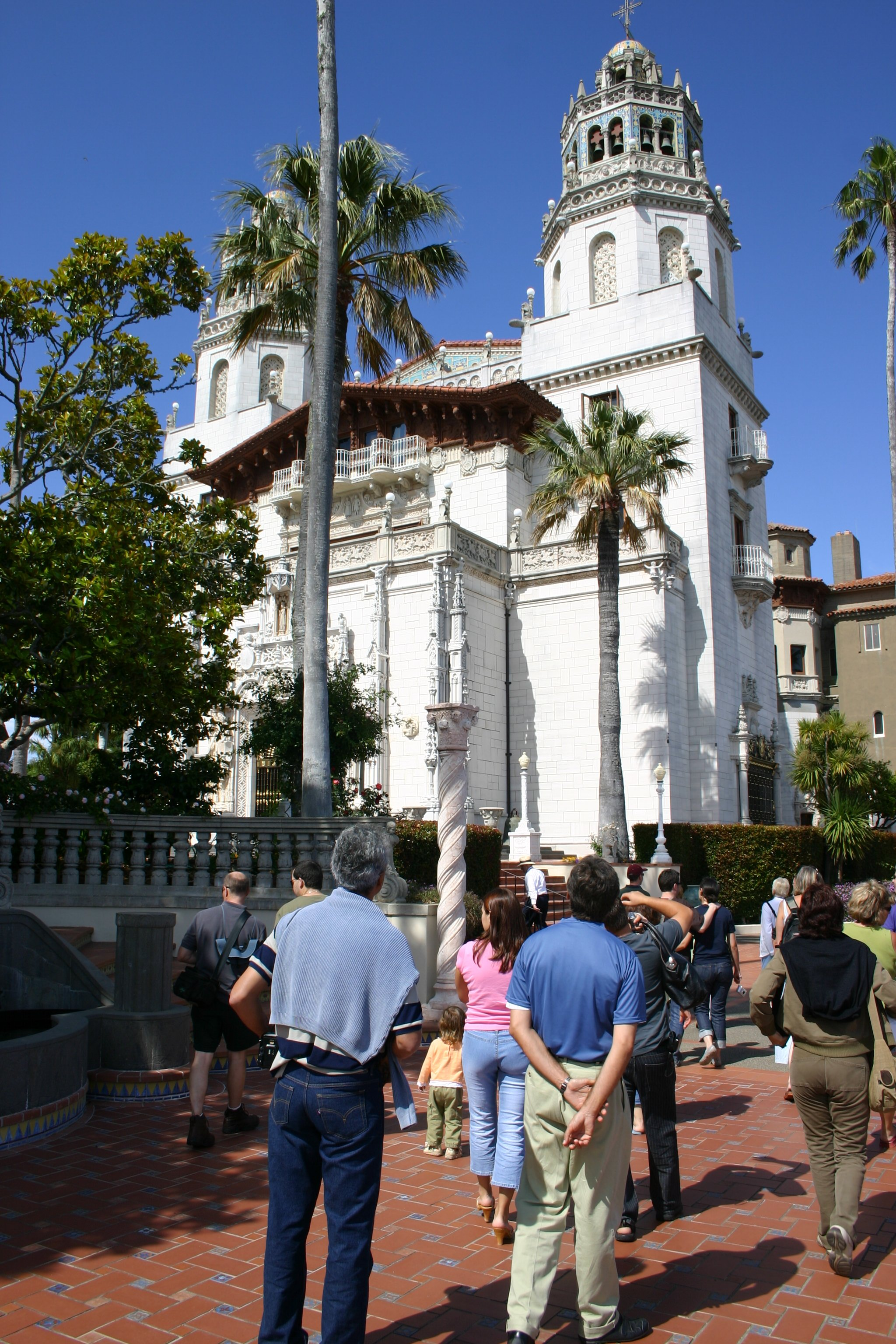
美國加利福尼亞州，遊客參觀赫斯特城堡。

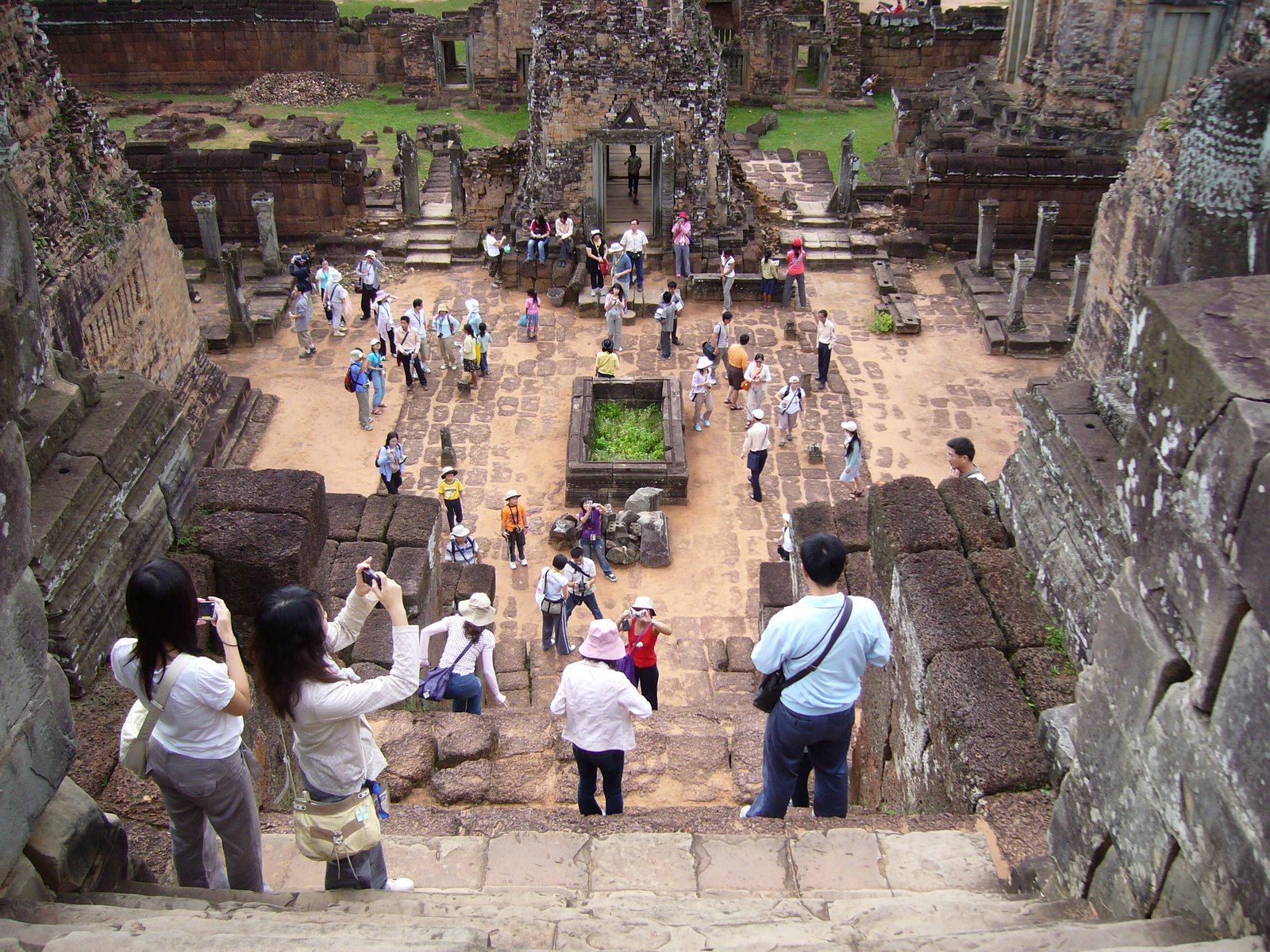
吳哥窟的文化觀光。

文化觀光，也称为文化旅游是旅遊的一種類型，旅客出遊的動機是學習、發現及體驗有形或無形的文化景點與產品，這些景點及產品涉及當地社會的獨特元素，包括藝術、建築、歷史、文化遺產、文學、音樂、創意產業、烹飪及宗教信仰，乃至於當地人的生活方式等。
在臺灣，文化觀光的推動已列入2019年頒布的中華民國文化基本法第十八條：「國家應訂定文化觀光發展政策，善用臺灣豐富文化內涵，促進文化觀光發展，並積極培育跨域相關人才，營造文化觀光永續之環境。」
日本文化廳亦於2020年頒布「文化觀光推進法」（日语：文化観光推進法），企圖達成以文化觀光振興地方、觀光收益進而投資文化的良善循環。